# Movimento Juvenil Germânico
O Movimento Juvenil Germânico ou Movimento da Juventude Alemã (em alemão:  Die deutsche Jugendbewegung) é um termo colectivo para um movimento cultural e educativo que iniciou em 1896. Ele consiste de associações numerosas de jovens interessados em actividades ao ar livre. O movimento incluía a Exploradores (em germânico: Pfadfinder) e a Aves Vagantes (em germânico: Wandervogel). Até 1938, 8 milhões de pueros e púberes haviam-se juntado às associações que identificavam-se com o movimento.
O kibutz, colónia rústica israelita baseada na agricultura, e o Fratrissítio (em germânico: Bruderhofer), fundado por Eberardo Arnoldo, têm suas origens no Movimento Juvenil Germânico. A influência do filósofo Frederico Nietzsche no movimento foi significativa, sendo este descripto como o "Profeta do Movimento Juvenil Germânico".

## Aves Vagantes (1896-Presente)
A Aves Vagantes foi fundada em 1896 em Berlim, e seus integrantes consolidaram, rapidamente, muitos conceptos vitais das ideias, as quais influiriam, no início do século vinte, magna e extensivamente em muitos ramos do saber, de criticadores sociais e românticos que antecederam-nos.
Para escapar da sociedade repressiva e autoritária do final do século dezenove e dos valores adultos de uma sociedade germânica moderna nova transformada, crescentemente, pelo industrialismo, militarismo Imperial, e influência ânglica e victoriana, turmas de púberes aspiravam por espaço livre para desenvolver uma vida saudável de seu próprio modo longe das cada vez mais urbes contaminadas a crescer por toda a parte, as quais desapontariam a maioria deles. A aspiração romântica por coisas em seu estado primitivo e tradições culturais diversas antigas contribuíram igualmente. Eles voltaram-se à natureza, confraria e aventura. As turmas dividir-se-iam e formar-se-iam cada vez mais turmas, que, mesmo após a divisão, autonominavam-se Aves Vagantes e que eram independentes entre si. A sensação de pertencerem a um movimento comum manteve-se, mesmo com a divisão, entre as turmas.

## Juvenitudine Federal (1918-1933)
Sucedeu à Primeira Guerra Mundial a decepção, quanto ao resultado da guerra, dos directores do Aves Vagantes e do Exploração Germânica. Desse modo, ambos os movimentos iniciaram a influir um ao outro em Germânia. O Aves Vagantes contribuiu com uma cultura sólida de caminhada, aventura, ambulações para sítios distantes, romantismo e uma estructura directiva mais jovem. O Exploração contribuiu com uniformes, flâmulas, mais organização, mais campos e uma ideia mais clara e mais racional. Houve também a influência pedagógica de Gustavo Wyneken.
Criaram juntos o Juvenitudine Federal (em germânico: Bundische Jugend), um movimento de muitas associações juvenis diferentes que durou de 1918 a 1933. Existiam turmas dos Aves Vagantes, Exploradores e outras, as quais todas misturaram os elementos supradescriptos com outros novos. Estilos e turmas novas desenvolveram-se. Uma forma de tenda nova, a Cote (em germânico: Kohte), a qual continua a ser a tenda preta habitual dos Exploradores germânicos em campos exploratórios internativos, foi inventada. O Turma da Liberdade Germânica (em germânico: Deutsche Freischar) e, posteriormente, o Turma da Juvenitudine (em germânico: Jugendschaft) foram fundados.

## Germânia Socialista Nativa (1933-1945)
No Movimento Juvenil Germânico é possível encontrar reacções diferentes da sociedade germânica à ascensão dos Socialistas Nativos. Muitos compreendiam-no como um movimento de libertação da considerada injustiça do Tratado de Versalhes e de fortificação da Germânia novamente. A noção de uma Comunidade Popular (em germânico: Volksgemeinschaft) era igualmente popular. Por outro lado, havia, igualmente, muitos no Movimento Juvenil Germânico que consideravam-se como uma classe superior aos socialistas nativos primitivos. Algumas turmas eram veramente democráticas, ou mesmo esquerdistas. Outros muitos, mesmo alguns daqueles que tendiam para o directismo, queriam continuar a existir e laborar como organizações independentes. Este proceder confrontou, inevitavelmente, com a ordem do Governo Socialista Nativo de proibição de turmas juvenis separadas da Juvenitudine de Hitler, a qual adoptou, posteriormente à 1933, muitas das formas exteriores do Juvenitudine Federal. As turmas que não se uniram à Juvenitudine de Hitler foram perseguidas e banidas, enquanto algumas delas, a Piratas de Edelweiss (em germânico: Edelweißpiraten) tentaram continuar.
Uma coisa que poderia ter contrastado com outras secções da sociedade germânica era o Movimento Juvenil ser idealista, romântico e moral. Por isso seus membros tendiam a assumir riscos magnos para seguir e agir conforme suas crenças e convicções. Esta pode ser a razão pela qual pode-se encontrar membros notáveis do Movimento Juvenil em ambos os lados, entre os Socialistas Nativos e entre os da Resistência contra o Socialismo Nativo (em germânico: Widerstand gegen den Nationalsozialismus).
Exemplos disso seguem-se: Adolfo Eichmann foi um de seus membros de 1930 a 1931; João Scholl foi um membro do Turma da Juvenitudine, cuja associação ao Juvenitudine Federal era independente; Nicolao de Stauffenberg foi um membro da Federação de Exploração Nova Germânica (em germânico: Bund Deutscher Neupfadfinder), também uma associação do Juvenitudine Federal.

## Pós-guerra
Succedeu à guerra o reestabelecimento de muitas associações em Germânia Occidental, quando os aliados permitiram-no. Em Gemânia Oriental, o governo comunista proibiu todas as associações juvenis independentes, isto é, que não fossem estatais. Por outro lado, havia algumas conexões entre o Movimento Juvenil Germânico e o Juvenitudine Germânica Livre.
Em Germânia Occidental, o Movimento Juvenil tornou-se mais influído pela Exploração, embora o Aves Vagantes, Jungenschaft e outras turmas. Em contraste com a situação que antecedeu à guerra, todas as turmas tentaram ter ideas mais racionais e declararam-se apoiadoras da Lei Fundamental nova. A Exploração Germânica foi admitida pela Organização Global do Movimento Exploratório e a Associação Global de Meninas Exploradoras.

## Presente
No presente há muitas turmas e organizações que veem-se como parte desse movimento. Os Exploradores Germânicos continuam a ser influído, fortemente, por essa história, a qual influi, diferentemente, de turma à turma. As características mais distinctivas dos Exploradores Germânicos originam-se dessa história.